# Saperda nigra
Saperda nigra är en skalbaggsart som beskrevs av J. Linsley Gressitt 1951. Saperda nigra ingår i släktet Saperda och familjen långhorningar. Inga underarter finns listade i Catalogue of Life.